# Jake Bugg

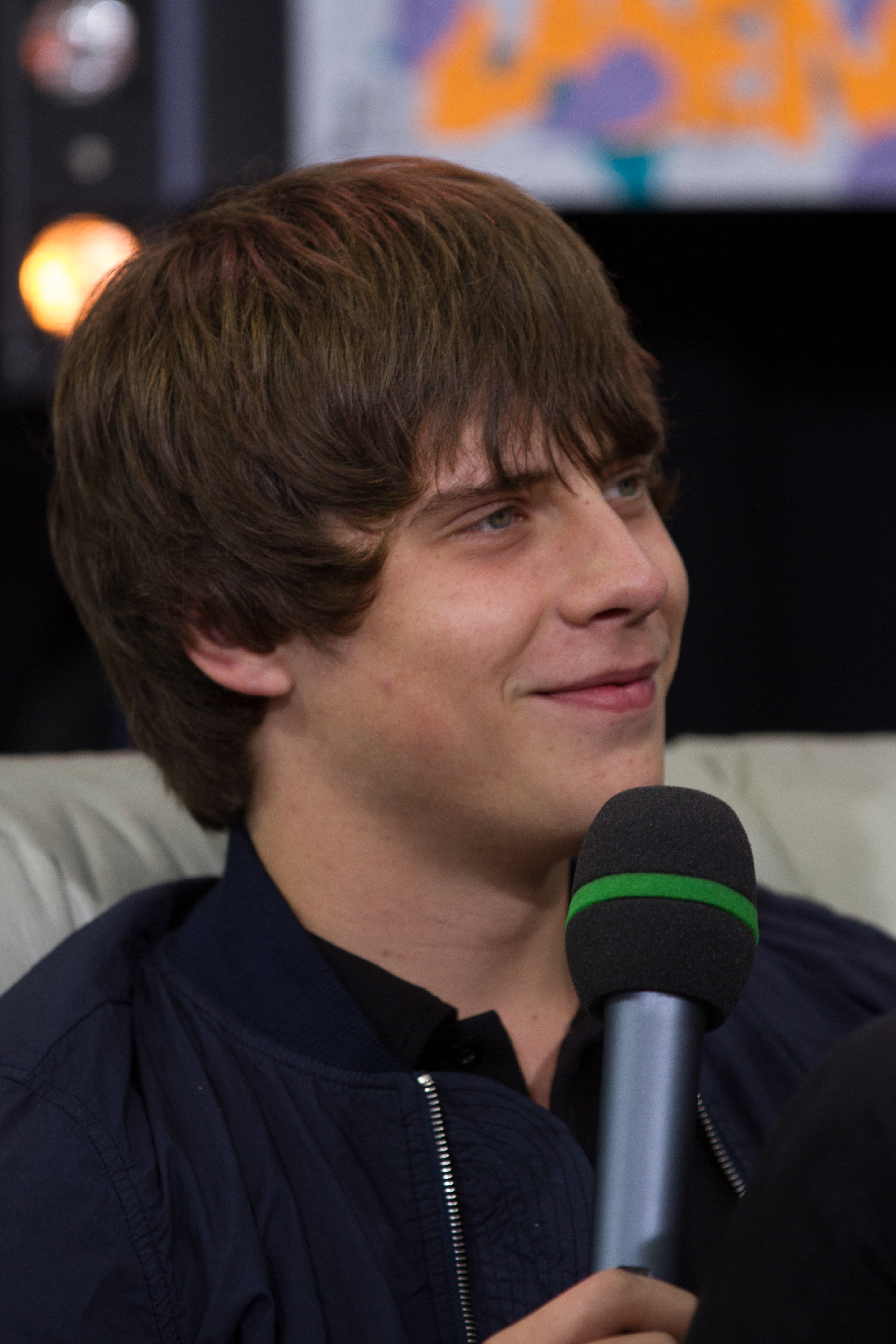
Jake Bugg (2013)

Jake Bugg, mit bürgerlichem Namen Jake Edwin Charles Kennedy (* 28. Februar 1994 in Nottingham), ist ein britischer Singer-Songwriter.

## Werdegang

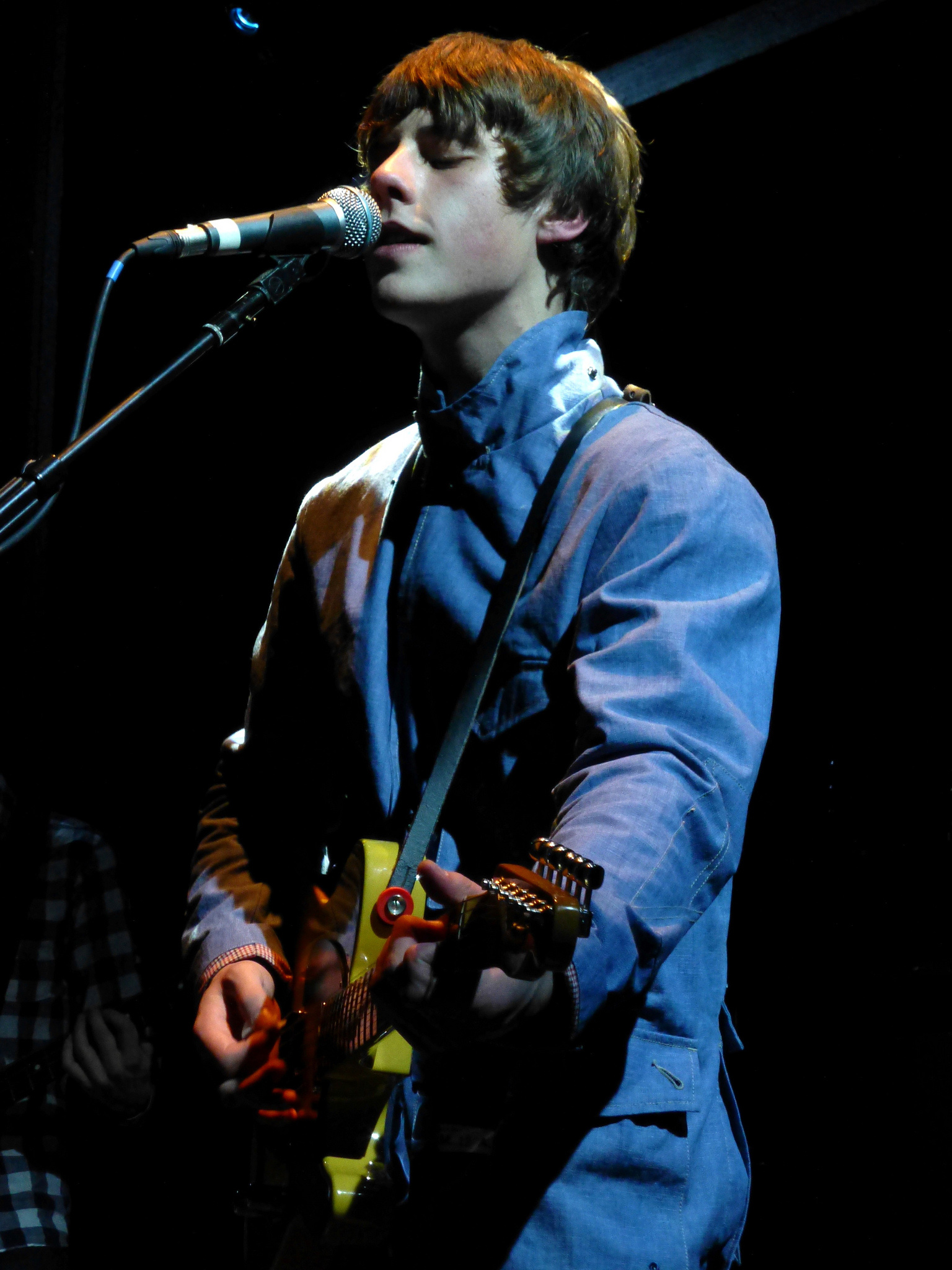
Jake Bugg im La Flèche d'Or, Paris 2012

Jake Bugg stammt aus dem Nottinghamer Stadtteil Clifton. Clifton ist bekannt für seine Sozialbauten und die Ruinen einer in den 80er Jahren abgebrannten Schule. Jakes Eltern waren musikalisch interessiert und hatten beide in ihren jungen Jahren Plattenaufnahmen gemacht, konnten jedoch nicht als Profi-Musiker Fuß fassen. Sie trennten sich, als Jake noch ein Kind war. Als Musiker nahm Jake den Nachnamen seines Vaters, Bugg, als Künstlernamen an. Er begann im Alter von 12 Jahren Gitarre zu spielen, lernte von seinem Onkel ein paar Akkorde und spielte dann in der Band seines Cousins.
Mit 17 Jahren trat er 2011 auf der Bühne der BBC beim Glastonbury Festival auf. Die Radiosender der BBC nahmen einige seiner Songs in ihr Programm auf. Im August 2011 unterschrieb Bugg einen Plattenvertrag (über vier Alben) beim Label Mercury Records (Universal Music).

### 2012
2012 nutzte die Greene King Brewery seinen Country Song für einen Werbespot. Am 22. Mai 2012 war er in der BBC-Sendung Later with Jools Holland zu Gast. Während der Olympischen Spiele in London kam seine Musik mehrmals zum Einsatz. Während der Vorbereitung zum Finale des 100-Meter-Laufs der Männer wurde seine Single Lightning Bolt gespielt, als Hommage an den Goldmedaillengewinner Usain Bolt. Am 6. August war er Support der Stone Roses bei ihrem Überraschungsauftritt im Adidas Underground, nahe der olympischen Spielstätten. Im Publikum befanden sich nicht nur die Olympiasieger Jessica Ennis und Bradley Wiggins, sondern auch Jimmy Page, Paul Weller, Example sowie Bobby Gillespie (Primal Scream).

#### Erstes Album
Das Debütalbum mit seinem Namen als Titel erschien ebenfalls im Monat Oktober und war vom 21. bis zum 27. Oktober an der Spitze der britischen Albumcharts. Im September 2013 wurde das Album für den Mercury Music Prize nominiert.
Seine Musik zeigt Einflüsse von Oasis, The Beatles, Jimi Hendrix, The Everly Brothers, Bob Dylan, Donovan, Creedence Clearwater Revival und Buddy Holly.

### 2013
Im Januar 2013 kam das Album Jake Bugg auch außerhalb des Vereinigten Königreichs auf den Markt, in den Vereinigten Staaten wurde es erst im April herausgebracht. Es folgten weltweit zahlreiche Konzerte, Fernseh- und Radioauftritte, zuerst in Europa, wo bei seiner Tour durch Deutschland Termine verschoben und größere Locations gesucht werden mussten, dann in den USA, später in Japan, Australien und Neuseeland. Dazwischen gab es immer wieder Auftritte in seiner Heimat England, wo er für die BRIT Awards 2013 als bester Breakthrough Act nominiert wurde. Im Juni produzierte Jake Bugg mit Rick Rubin eine neue Version von Broken, die als Single veröffentlicht wurde. Im Sommer trat Bugg bei zahlreichen Festivals wie dem Isle of Wight Festival, den Reading and Leeds Festivals, dem Frequency in Österreich oder dem New Pop Festival in Baden-Baden auf. Beim Glastonbury Festival spielte er vor tausenden Fans und war damit der erste Musiker, der es bei diesem Festival direkt von der BBC-Nachwuchsbühne auf die Hauptbühne schaffte. Im September tourte Jake Bugg durch die großen Städte der USA wie New York, Washington und Chicago. Im Oktober begann seine bisher größte Tour auf den britischen Inseln. Am 21. Oktober gewann er den Q Award in der Kategorie Best New Act.

#### Zweites Album
Während seiner Tourneen stellte er immer wieder neue Lieder vor, die er für sein zweites Album komponiert hatte. Die Studioaufnahmen dazu wurden zum größten Teil im August abgeschlossen, teilweise bei Rick Rubin in Malibu (Kalifornien) und mit Unterstützung von Drummer Chad Smith von den Red Hot Chili Peppers. Der britische Singer-Songwriter Iain Archer, der schon beim ersten Album bei vielen Songs für Texte und Produktion mitverantwortlich war, begleitete Jake Bugg auch diesmal. Das zweite Album Shangri La wurde am 15. November 2013 veröffentlicht.

## Diskografie

### Studioalben
| Jahr | Titel Musiklabel                                  | Höchstplatzierung, Gesamtwochen, AuszeichnungChartplatzierungen (Jahr, Titel, Musiklabel, Platzierungen, Wochen, Auszeichnungen, Anmerkungen) | Höchstplatzierung, Gesamtwochen, AuszeichnungChartplatzierungen (Jahr, Titel, Musiklabel, Platzierungen, Wochen, Auszeichnungen, Anmerkungen) | Höchstplatzierung, Gesamtwochen, AuszeichnungChartplatzierungen (Jahr, Titel, Musiklabel, Platzierungen, Wochen, Auszeichnungen, Anmerkungen) | Höchstplatzierung, Gesamtwochen, AuszeichnungChartplatzierungen (Jahr, Titel, Musiklabel, Platzierungen, Wochen, Auszeichnungen, Anmerkungen) | Höchstplatzierung, Gesamtwochen, AuszeichnungChartplatzierungen (Jahr, Titel, Musiklabel, Platzierungen, Wochen, Auszeichnungen, Anmerkungen) | Anmerkungen                             |
| Jahr | Titel Musiklabel                                  | DE | AT | CH | UK | US | Anmerkungen                             |
| ---- | ------------------------------------------------- | --- | --- | --- | --- | --- | --------------------------------------- |
| 2012 | Jake Bugg Mercury Records (UMG)                   | DE10 (10 Wo.)DE | AT8 (9 Wo.)AT | CH39 (12 Wo.)CH | UK1 ×2Doppelplatin · (103 Wo.)UK | US75 (4 Wo.)US | Erstveröffentlichung: 15. Oktober 2012  |
| 2013 | Shangri La Mercury Records (UMG)                  | DE21 (2 Wo.)DE | AT22 (3 Wo.)AT | CH19 (4 Wo.)CH | UK3 Gold · (42 Wo.)UK | US46 (2 Wo.)US | Erstveröffentlichung: 18. November 2013 |
| 2016 | On My One EMI (UMG)                               | DE27 (1 Wo.)DE | AT17 (1 Wo.)AT | CH17 (2 Wo.)CH | UK4 (6 Wo.)UK | — | Erstveröffentlichung: 17. Juni 2016     |
| 2017 | Hearts That Strain EMI (UMG)                      | — | — | CH80 (1 Wo.)CH | UK7 (3 Wo.)UK | — | Erstveröffentlichung: 1. September 2017 |
| 2021 | Saturday Night, Sunday Morning RCA Records (Sony) | DE95 (1 Wo.)DE | — | CH45 (1 Wo.)CH | UK3 (2 Wo.)UK | — | Erstveröffentlichung: 20. August 2021   |
| 2024 | A Modern Day Distraction RCA Records (Sony)       | — | — | — | UK14 (1 Wo.)UK | — | Erstveröffentlichung: 4. Oktober 2024   |

### EPs
- 2012: iTunes Festival: London 2012
- 2012: Taste It
- 2013: iTunes Festival: London 2013
- 2013: Live at The Maze, Nottingham
- 2014: Live at Silver Platters, Seattle
- 2014: Messed Up Kids
- 2016: Live for Burberry

### Singles
| Jahr | Titel Album                      | Höchstplatzierung, Gesamtwochen, AuszeichnungChartsChartplatzierungen (Jahr, Titel, Album, Platzierungen, Wochen, Auszeichnungen, Anmerkungen) | Anmerkungen                                      |
| Jahr | Titel Album                      | UK | Anmerkungen                                      |
| ---- | -------------------------------- | --- | ------------------------------------------------ |
| 2012 | Lightning Bolt Jake Bugg         | UK26 Platin · (21 Wo.)UK | Erstveröffentlichung: 27. April 2012             |
| 2012 | Country Song Jake Bugg           | UK100 (1 Wo.)UK | Erstveröffentlichung: 30. Juni 2012              |
| 2012 | Taste It Jake Bugg               | UK90 (1 Wo.)UK | Erstveröffentlichung: 13. Juli 2012              |
| 2012 | Two Fingers Jake Bugg            | UK28 Platin · (12 Wo.)UK | Erstveröffentlichung: 7. September 2012          |
| 2013 | Seen It All Jake Bugg            | UK61 Silber · (3 Wo.)UK | Erstveröffentlichung: 25. Februar 2013           |
| 2013 | Broken Jake Bugg                 | UK44 Silber · (8 Wo.)UK | Erstveröffentlichung: 21. Juni 2013              |
| 2013 | What Doesn’t Kill You Shangri La | UK44 (6 Wo.)UK | Erstveröffentlichung: 24. September 2013         |
| 2013 | Slumville Sunrise Shangri La     | UK81 (1 Wo.)UK | Erstveröffentlichung: 18. Oktober 2013           |
| 2014 | A Song About Love Shangri La     | UK94 (2 Wo.)UK | Erstveröffentlichung: Januar 2014                |
| 2014 | Messed Up Kids Shangri La        | UK71 (1 Wo.)UK | Erstveröffentlichung: 12. Mai 2014               |
| 2019 | Be Someone Dark Matter           | UK58 Silber · (14 Wo.)UK | Erstveröffentlichung: 4. Juni 2019 mit CamelPhat |

Weitere Singles
- 2012: Someone Told Me
- 2012: Trouble Town
- 2014: Me and You
- 2014: There’s a Beast and We All Feed It
- 2016: On My One
- 2016: Gimme the Love
- 2016: Love, Hope and Misery
- 2016: Bitter Salt
- 2016: Put Out the Fire
- 2016: The Love We’re Hoping For
- 2017: How Soon the Dawn
- 2017: Waiting (feat. Noah Cyrus)
- 2018: In the Event of My Demise
- 2019: Kiss like the Sun
- 2020: Saviours of the City
- 2020: Rabbit Hole
- 2020: All I Need (UK: Silber)
- 2021: Lost
- 2021: Downtown
- 2022: Seven Bridge Road
- 2024: Zombieland

Gastbeiträge
- 2017: Find Me (Tinie Tempah feat. Jake Bugg)

## Auszeichnungen für Musikverkäufe
| Goldene Schallplatte - Brasilien - 2024: für die Single Two Fingers - Neuseeland - 2018: für das Album Jake Bugg |

Anmerkung: Auszeichnungen in Ländern aus den Charttabellen bzw. Chartboxen sind in ebendiesen zu finden.
| Land/RegionAuszeichnungen für Musikverkäufe (Land/Region, Auszeichnungen, Verkäufe, Quellen) | Silber     | Gold     | Platin     | Verkäufe  | Quellen             |
| -------------------------------------------------------------------------------------------- | ---------- | -------- | ---------- | --------- | ------------------- |
| Brasilien (PMB)                                                                              | —          | Gold1    | —          | 30.000    | pro-musicabr.org.br |
| Neuseeland (RMNZ)                                                                            | —          | Gold1    | —          | 7.500     | radioscope.co.nz    |
| Vereinigtes Königreich (BPI)                                                                 | 4× Silber4 | Gold1    | 4× Platin4 | 2.700.000 | bpi.co.uk           |
| Insgesamt                                                                                    | 4× Silber4 | 3× Gold3 | 4× Platin4 |           |                     |

## Belege
1. ↑  Q Magazine, Ausgabe vom November 2012: Laut Q Magazine hat er einen Tag vor Justin Bieber Geburtstag, daher vermutlich 28. Februar
2. ↑  
Ellie Pithers: Jake Bugg interview: 'I’ve achieved what I wanted to'. The Telegraph, 24. Dezember 2012. Abgerufen am 16. September 2013.
3. ↑  Jake Bugg. stimme.de, archiviert vom Original am 8. Mai 2013; abgerufen am 11. Mai 2024.
4. ↑  Q Awards 2013 - the winners! news.qthemusic.com, archiviert vom Original am 24. Oktober 2013; abgerufen am 27. Oktober 2013 (englisch).
5. ↑  
Dan Hyman: Jake Bugg Finishing New Album With Producer Rick Rubin. Rolling Stone, 9. August 2013. Abgerufen am 13. September 2013.
6. ↑  Jake Bugg announces new album 'Shangri La', unveils single 'What Doesn't Kill You'. nme.com, abgerufen am 27. September 2013 (englisch).
7. 1 2  Chartquellen: DE AT CH UK US